# Elburgo/Burgelu
Elburgo (Basque: Burgelu) là một đô thị trong tỉnh Álava, thuộc Xứ Basque, phía bắc Tây Ban Nha.
Đô thị này có diện tích 32,09 km², dân số 524 người (INE 2007) với mật độ 16,33 người/km². Mã số bưu chính là 01192